# Raión de Klétskaya
El raión de Klétskaya (ruso: Кле́тский райо́н) es un distrito administrativo y municipal (raión) ruso perteneciente a la óblast de Volgogrado. Se ubica en el oeste de la óblast. Su capital es Klétskaya.
En 2021, el raión tenía una población de 16 485 habitantes.
El raión es limítrofe al suroeste con la óblast de Rostov. Su territorio es completamente rural.

## Subdivisiones
Comprende 42 localidades rurales, agrupadas en los siguientes diez asentamientos rurales:
- Vérjniaya Buzinovka
- Verjnecherenski
- Zajárov
- Kalmykovski
- Klétskaya (la capital)
- Kremenskaya
- Manoilin
- Perekopka
- Perelázovski
- Raspopinskaya